# Aspila flavirufa
Aspila flavirufa là một loài bướm đêm trong họ Noctuidae.